# Okrzyn szerokolistny
Okrzyn szerokolistny (Laserpitium latifolium L.) – gatunek rośliny wieloletniej z rodziny selerowatych. Występuje na dużej części Europy – od Hiszpanii po zachodnią Rosję, na północy po Półwysep Skandynawski, a na południu po Bułgarię. W Polsce rośnie w Tatrach i Bieszczadach, w pasie wyżyn i na północy w pasie pojezierzy, w zachodniej i środkowej części kraju tylko na pojedynczych stanowiskach.

## Morfologia

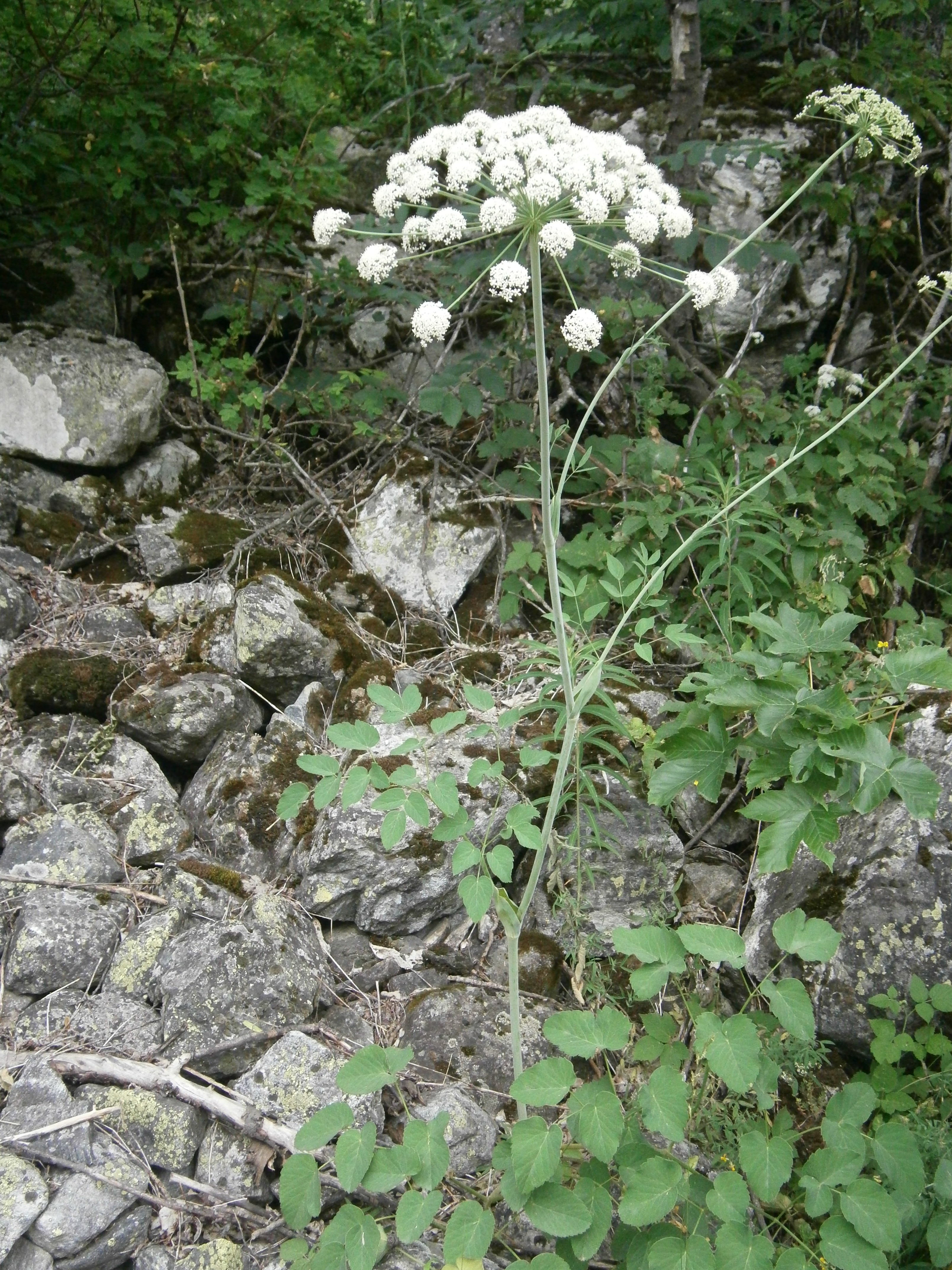
Pokrój

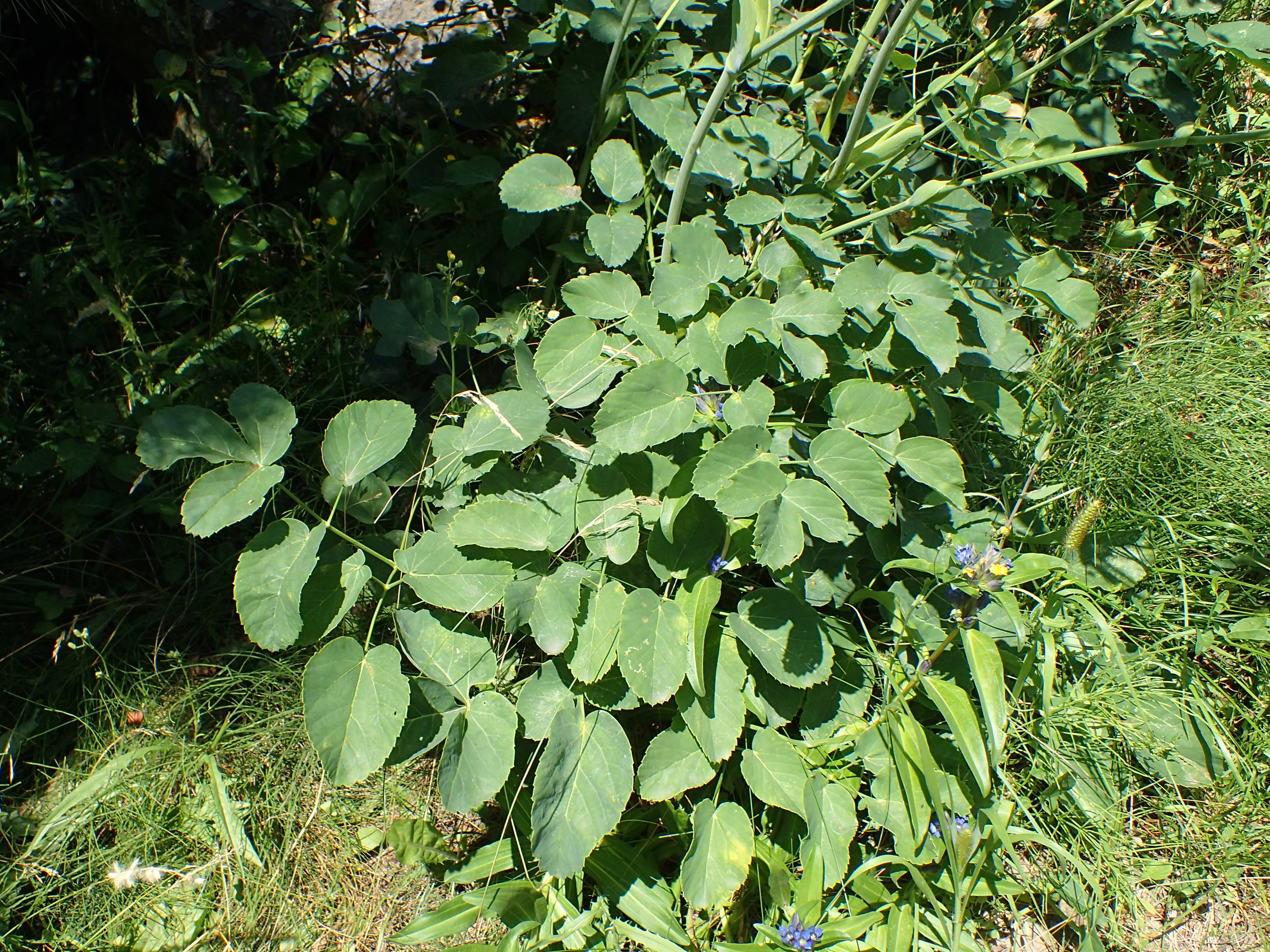
Liście

PokrójRoślina zielna z niemal pionowym, brunatnym kłączem w szyi korzeniowej z tuniką nasad dawnych liści. Osiąga od 50 do 150 cm wysokości. Łodyga naga, obła i pusta wewnątrz, rozgałęzia się słabo tylko w górnej części.
LiścieDolne okazałe, siedzące na długich i pochwiastych ogonkach. Górne mniejsze, z rozdętymi pochwami. Blaszki liściowe podwójnie trójdzielne lub pierzasto złożone z szeroko jajowatymi odcinkami z sercowatą nasadą, całobrzegie do grubo ząbkowanych, długości 3–10 cm, szerokości 2–6 cm. Cały liść o długości nawet 100 cm.
KwiatySkupione w baldachach złożonych składających się z 15–50 baldaszków. Ich szypuły są od wewnątrz szorstkie. Pokrywy to 8–10 lancetowatych lub równowąskich listków, pokrywki są nieliczne i nitkowate. Kielich z szydłowatymi ząbkami. Odwrotnie jajowate płatki korony białe lub czerwonawe, nierówne – zewnętrzne osiągają do 2,5 mm długości, wewnętrzne są krótsze.
OwoceRozłupnie rozpadające się na dwie rozłupki, ze słabo wystającymi, szczeciniastymi żebrami głównymi i czterema silnie oskrzydlonymi żebrami dodatkowymi.

## Biologia i ekologia
Bylina, hemikryptofit. Kwitnie od czerwca do sierpnia. Rośnie na łąkach, w ziołoroślach i zaroślach, w lasach, zwłaszcza w widnych i na ich skrajach.

## Systematyka i zmienność
Gatunek bardzo zmienny w zakresie owłosienia, kształtu liści i owoców. W przeszłości wyróżniano szereg odmian, jednak współcześnie nie mają one rangi taksonomicznej. Obok podgatunku typowego wyróżniane są jeszcze dwa inne, oba występujące w Hiszpanii:
- Laserpitium latifolium subsp. latifolium
- Laserpitium latifolium subsp. merinoi P.Monts.
- Laserpitium latifolium subsp. nevadensis Mart.Lirola, Molero Mesa & Blanca